# Moremi
Moremi é uma vila localizada no Distrito Central em Botswana. Possuía, em 2011, uma população estimada de 597 habitantes.